# Shorea javanica
Shorea javanica är en tvåhjärtbladig växtart som beskrevs av Sijfert Hendrik Koorders och Valet.. Shorea javanica ingår i släktet Shorea och familjen Dipterocarpaceae. Inga underarter finns listade i Catalogue of Life.